# Yamazaki (Whiskybrennerei)

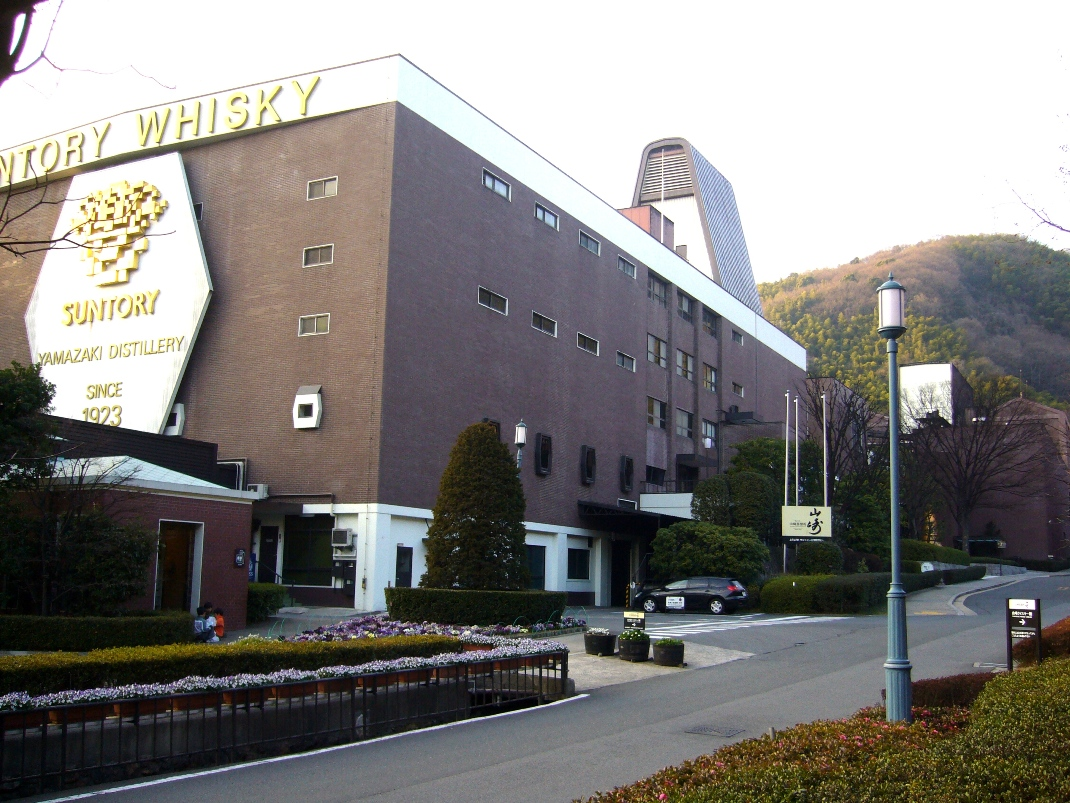
Yamazaki-Brennerei

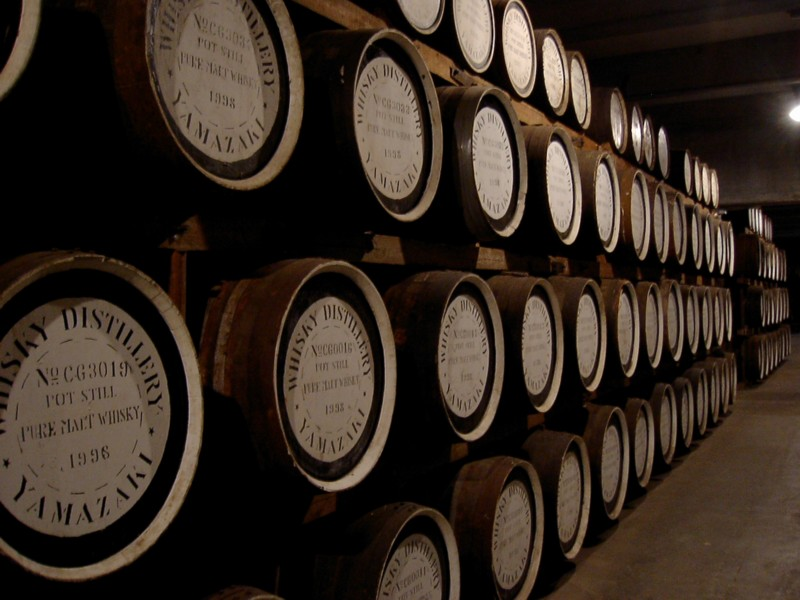
Fässer in der Yamazaki-Brennerei

Yamazaki (japanisch 山崎蒸溜所, Yamazaki Jōryūsho) ist eine Whiskybrennerei von Suntory in Shimamoto, Präfektur Osaka. Dort wird der gleichnamige Single-Malt-Whisky Yamazaki Whisky hergestellt. Der Hauptgrund für die Wahl des Firmensitzes war die herausragende Wasserqualität der Gegend, die Minaseno genannt wird. Des Weiteren bringt die Lage am Fuße des Bergs Tennōzan sowie nahe am Zusammenfluss der drei Flüsse Katsura, Kizu und Uji ein besonderes Klima hervor, das vor allem von einer sehr hohen Luftfeuchte geprägt ist.

## Geschichte
Die Yamazaki-Brennerei wurde 1923 von Torii Shinjirō (鳥井 信治郎) als erste Malt-Whisky-Brennerei in Japan eröffnet. Der Firmengründer und Firmenvorsitzende von Kotobukiya (der Vorgängerfirma von Suntory) wollte einen ernst zu nehmenden Whisky produzieren und stellte deshalb Taketsuru Masataka (竹鶴 政孝) ein, den er 1924 zum Fabrikdirektor der Yamazaki-Brennerei ernannte. Dieser Nachfahre einer Sake-Brauer-Familie aus dem 17. Jahrhundert war 1918 nach Schottland gereist, um an der Universität Glasgow zu studieren und die Herstellung des Scotch Whisky vor Ort zu erlernen. Er heiratete die Schottin Jessie Roberta „Rita“ Cowan († 1961), die mit ihm 1920 nach Japan ging. Unter Taketsuru (* 1894) wurde 1929 die Herstellung des ersten Whisky abgeschlossen, die als shirofuda (白札, engl. white label) vertrieben wurde. Aufgrund von Differenzen mit Torii schied Taketsuru 1934 aus der Firma aus und gründete im selben Jahr das Unternehmen Daju-Nippon Kaju K. K., später Nikka (Whisky) genannt, auf Hokkaidō.

## Produkte

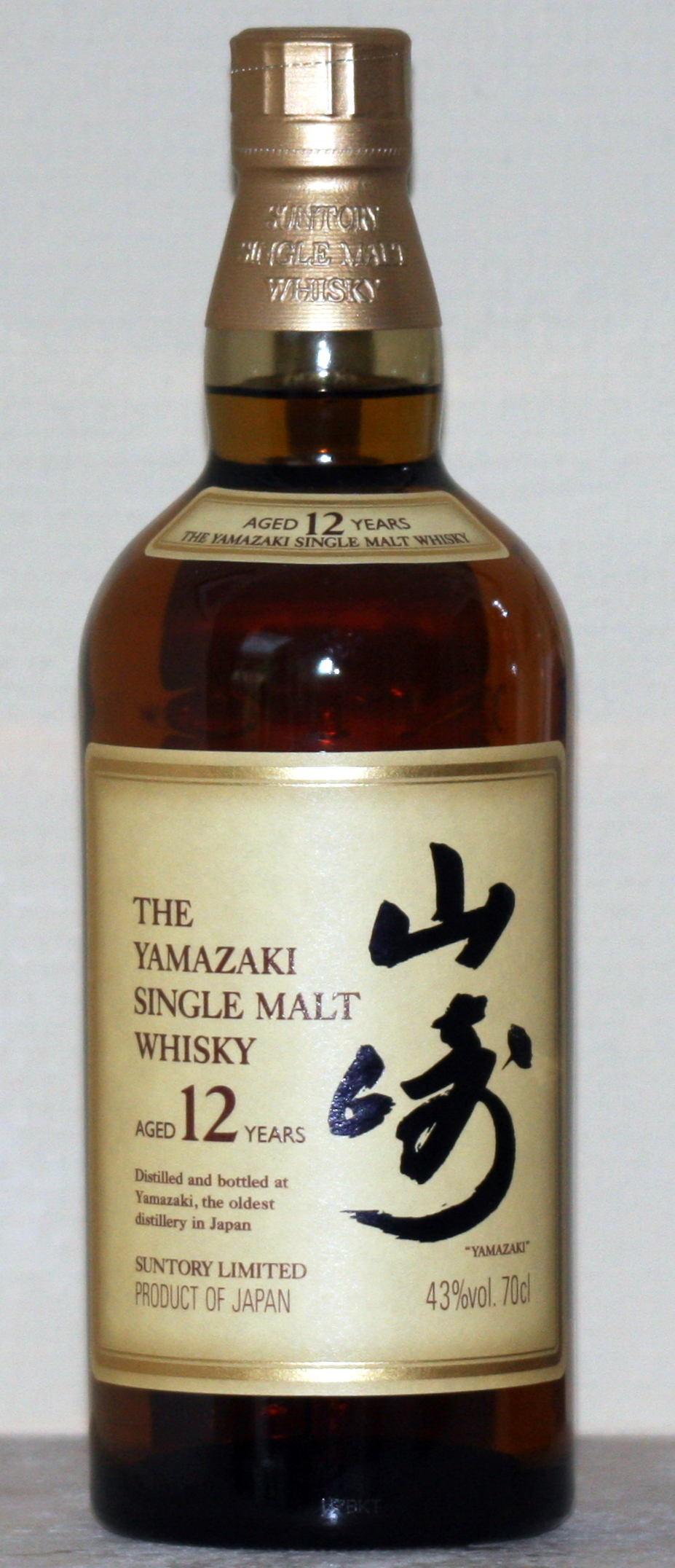
12 Jahre alter Whisky von Yamazaki

Der Verkauf des Single-Malt-Whisky Yamazaki  begann 1984.
- Yamazaki 10 Jahre
- Yamazaki 12 Jahre ISC2003　Goldmedaille
- Yamazaki 18 Jahre SWSC2005 „Allerbeste Qualität Goldmedaille“ (最優秀金賞)、ISC2007 Goldmedaille
- Yamazaki 25 Jahre
- Yamazaki 35 Jahre
- Yamazaki 50 Jahre

Der Yamazaki Single Malt Sherry Cask 2013 wurde von Jim Murray’s Whisky Bible zum weltbesten Whiskey des Jahres 2013 gekürt.

## Besichtigung
Besichtigungen der Yamazaki-Destillerie sind möglich, eine Firmentour durch die Bereiche Einkauf, Gärung, Destillierung und Lager ebenfalls. Des Weiteren gibt es an Samstagen die Möglichkeit, an einem Seminar zu Whisky teilzunehmen. Ebenso kann man am gleichen Ort die Yamazaki-Whiskyhalle besuchen, in der 7000 Whiskyflaschen beziehungsweise Potstillbehälter ausgestellt sind. In einem Betriebsladen gibt es Whisky und Souvenirs zu kaufen.